# Birgitte Josefsen
Birgitte Josefsen (10. oktober 1951) er en dansk sygeplejerske, politiker og tidligere folketingsmedlem for Venstre fra 2005 til 2015. Hun er uddannet sygeplejerske i 1974.
Hun har været medlem af amtsrådet i Nordjyllands Amt 1994-2005 og af byrådet i Brønderslev Kommune siden 1998.
Fra 2002 til 2005 var hun formand for social- og sundhedsudvalget i Brønderslev Kommune, hvorefter hun fortsatte sin karriere som medlem af Folketinget for Hobro-kredsen. 
Birgitte Josefsen er næstformand for Folketingets Planlægnings- og Miljøudvalg. Desuden er hun formand for Produktionsskoleforeningen i Danmark og sundhedsordfører for Venstre.
Fra november 2006 Formand for §71-tilsynet, som jf. Grundloven fører tilsyn med tvangsindlagte psykiatriske patienter, anbragte børn med flere.
Fra 2010 er Josefsen er medlem af regionsrådet i Region Nordjylland.
Hun ønskede ikke at genopstille ved folketingsvalget 2015.

## Ekstern henvisninger
- Wikimedia Commons har flere filer relateret til Birgitte Josefsen
- Hjemmeside